# ТЕЦ „Бобов дол“
ТЕЦ „Бобов дол“ е топлоелектрическа централа в България. Разположена е в землището на Големо село, близо до  мини Бобов дол и град Бобовдол в община Бобов дол, област Кюстендил.
Централата има 3 блока с обща инсталирана мощност 630 MW. Електроенергията се произвежда чрез изгаряне на въглища, като средното произведено количество за периода 1997 – 2001 е 2,3 милиона MWh. По проект централата трябва да работи с кафяви въглища от районите на Бобов дол, Перник и Симитли, но още от пуска си изпитва постоянен недостиг на гориво. След приватизацията се използват и известни количества лигнитни въглища, доставяни от Мина „Станянци“ и Мина „Бели брег“, чрез смесването им с проектните кафяви въглища.
Строителството на централата започва през 1969 година, а трите блока са въведени в експлоатация съответно на 13 декември 1973 година, 2 октомври 1974 година и 18 февруари 1975 година. За разлика от повечето други големи електроцентрали в България, изграждани от съветски комплексен доставчик, технологията на ТЕЦ „Бобов дол“ е проектирана от „Енергопроект“ с агрегати от различни доставчици – съветски, полски, източногермански, чехословашки, унгарски, югославски и български.
През 2008 година, след поредица неуспешни опити, ТЕЦ „Бобов дол“ е приватизирана чрез продажбата на 100% дял на „Консорциум Енергия МК“.